# Matt Serra
Matt Serra, né le 2 juin 1974 à East Meadow dans l'État de New York, est un pratiquant américain d'arts martiaux mixtes (MMA) et de jiu-jitsu brésilien .
Il est l'ancien champion des poids mi-moyens de l'Ultimate Fighting Championship, après une victoire surprise contre Georges St-Pierre lors de l'UFC 69 en 2007, qu'il perdit le 19 avril 2008 lors de l'UFC 83 contre le même adversaire.
Il a commencé à pratiquer les arts martiaux dès son plus jeune âge, étudiant d'abord le kung fu. C'est dans les années 1990 qu'il commence le jiu-jitsu brésilien sous la direction de Renzo Gracie. Il obtient sa ceinture noire le 23 mai 2000.

## Palmarès en arts martiaux mixtes
| 18 combats     | 11 victoires | 7 défaites |
| Par KO         | 2            | 2          |
| Par soumission | 5            | 0          |
| Sur décision   | 4            | 5          |

| Résultat | Record | Adversaire        | Méthode                                 | Événement                      | Date       | Round | Temps | Lieu                                  | Notes                                                       |
| -------- | ------ | ----------------- | --------------------------------------- | ------------------------------ | ---------- | ----- | ----- | ------------------------------------- | ----------------------------------------------------------- |
| Défaite  | 11-7   | Chris Lytle       | Décision unanime                        | UFC 119                        | 25/09/2010 | 3     | 5:00  | Indianapolis, Indiana, États-Unis     |                                                             |
| Victoire | 11-6   | Frank Trigg       | KO (coups de poing)                     | UFC 109: Relentless            | 02/06/2010 | 1     | 2:23  | Las Vegas, Nevada, États-Unis         | KO de la soirée                                             |
| Défaite  | 10-6   | Matt Hughes       | Décision unanime                        | UFC 98: Evans vs Machida       | 23/05/2009 | 3     | 5:00  | Las Vegas, Nevada, États-Unis         | Combat de la soirée                                         |
| Défaite  | 10-5   | Georges St-Pierre | TKO (coups de poing)                    | UFC 83: Serra vs St Pierre II  | 19/04/2008 | 2     | 4:45  | Montréal, Québec, Canada              | Perd le titre poids mi-moyens de l'UFC.                     |
| Victoire | 10-4   | Georges St-Pierre | TKO (coups de poing)                    | UFC 69: Shootout               | 04/07/2007 | 1     | 3:25  | Houston, Texas, États-Unis            | Remporte le titre poids mi-moyens de l'UFC. KO de la soirée |
| Victoire | 9-4    | Chris Lytle       | Décision partagée                       | The Ultimate Fighter 4 Finale  | 11/11/2006 | 3     | 5:00  | Las Vegas, Nevada, États-Unis         |                                                             |
| Défaite  | 8-4    | Karo Parisyan     | Décision unanime                        | UFC 53: Heavy Hitters          | 06/04/2005 | 3     | 5:00  | Atlantic City, New Jersey, États-Unis | Retour en poids mi-moyen                                    |
| Victoire | 8-3    | Ivan Menjivar     | Décision unanime                        | UFC 48: Payback                | 06/19/2004 | 3     | 5:00  | Las Vegas, Nevada, États-Unis         |                                                             |
| Victoire | 7-3    | Jeff Curran       | Décision unanime                        | UFC 46: Supernatural           | 01/31/2004 | 3     | 5:00  | Las Vegas, Nevada, États-Unis         |                                                             |
| Défaite  | 6-3    | Din Thomas        | Décision partagée                       | UFC 41: Onslaught              | 02/28/2003 | 3     | 5:00  | Atlantic City, New Jersey, États-Unis |                                                             |
| Défaite  | 6-2    | B.J. Penn         | Décision unanime                        | UFC 39: The Warriors Return    | 09/27/2002 | 3     | 5:00  | Uncasville, Connecticut, États-Unis   |                                                             |
| Victoire | 6-1    | Kelly Dullanty    | Soumission (étranglement en triangle)   | UFC 36: Worlds Collide         | 03/22/2002 | 1     | 2:58  | Las Vegas, Nevada, États-Unis         | Début en poids léger                                        |
| Victoire | 5-1    | Yves Edwards      | Décision majoritaire                    | UFC 33: Victory in Vegas       | 09/28/2001 | 3     | 5:00  | Las Vegas, Nevada, États-Unis         |                                                             |
| Défaite  | 4-1    | Shonie Carter     | KO (coup de poing retourné)             | UFC 31: Locked and Loaded      | 05/04/2001 | 3     | 4:51  | Atlantic City, New Jersey, États-Unis |                                                             |
| Victoire | 4-0    | Greg Melisi       | Soumission (clé de bras)                | Vengeance at the Vanderbilt 11 | 02/24/2001 | 1     | 0:46  | Plainview, New York, États-Unis       |                                                             |
| Victoire | 3-0    | Jeff Telvi        | Soumission (étranglement en guillotine) | Vengeance at the Vanderbilt 7  | 01/29/2000 | 1     | 0:30  | Plainview, New York, États-Unis       |                                                             |
| Victoire | 2-0    | Graham Lewis      | Soumission (clé de bras)                | Vengeance at the Vanderbilt 6  | 08/21/1999 | 1     | 1:04  | Plainview, New York, États-Unis       |                                                             |
| Victoire | 1-0    | Khamzat Vitaev    | Soumission (rear naked choke)           | Vengeance at the Vanderbilt 3  | 04/01/1999 | N/A   | N/A   | Plainview, New York, États-Unis       |                                                             |